# Cogestió
Cogestió és la gestió compartida de l'empresa per part de l'empresari (o els accionistes) i dels treballadors (o els seus representants). És una fórmula força implantada en països com Alemanya, Àustria i els països nòrdics; a Suècia particularment de forma més accentuada que enlloc. També, en menor mesura, a Holanda.
De totes maneres, sovint acostuma a ser una cogestió asimètrica on la part empresarial conserva el seu paper preponderant, especialment sobre les decisions més importants. I en molts casos, tot i que es parli igualment de cogestió, en realitat allò que hi ha és tan sols la capacitat de decisió conjunta en temes puntuals. O, encara, només la capacitat de la part treballadora de rebre certes informacions i de ser consultada prèviament a la presa de certes decisions. Aquesta darrera versió tant feble de la participació obrera en la gestió de l'empresa és la més estesa a la majoria dels altres països de la Unió Europea. La “cogestió perfecta” seria, en teoria, allò que alguns anomenen paritarisme, amb un 50%-50% de vots en el conjunt d'òrgans decisoris.
De la cogestió se’n diu co-determination en anglès o mitbestimmung en alemany (a vegades també es parla de codirecció o mitdirektion), cogestione en italià, i cogestion o més aviat participation à la gestion de l'entreprise en francès. Aquestes són les denominacions habituals en les legislacions respectives sobre el tema. A Dinamarca es parla de cooperació i a Finlàndia i Suècia s'utilitza l'expressió anglesa de codeterminació: en suec, medbestämmande.

## La cogestió i la democràcia industrial
Pel que fa als objectius de la cogestió, se n'han destacat dos de possibles. Un, el de la millora productiva, que té en compte el punt de vista dels treballadors com a forma d'ajudar a millorar tan la qualitat i la rapidesa de les decisions com l'actitud dels treballadors en l'execució d'aquesta. I dos, l'objectiu democràtic de redistribució del poder i dels recursos; o sigui, la democratització industrial. L'un i l'altre d'aquests objectius, evidentment, reflecteixen un determinat rerefons conceptual d'allò que és (o ha de ser) l'empresa.
Michael Poole parla de dues concepcions bàsiques de l'empresa. Segons aquest autor, l'empresa pot ser entesa com a marc unitari —es considera que l'empresa posseeix una estructura d'«autoritat unificada» amb objectius i valors comuns— o com a marc pluralista  —es considera que l'empresa es compon d'una coalició d'individus i grups amb objectius i valors diferents. En el primer cas, es traduirà per un estil de gestió de les relacions industrials que serà autoritari (directiu) o paternal (directiu però orientat al benestar). En el segon cas, l'estil de gestió serà constitucional (negociador, basat en la recerca d'acords amb el treball organitzat i els governs) o participatiu (implicació dels empleats en les decisions).
En un context democràtic, com és el d'Europa, ens trobem naturalment davant d'una tendència progressiva a concebre l'empresa com un marc pluralista, encara que en molts indrets es conserven els tics patrimonialistes reticents a sotmetre tots els àmbits de decisió empresarial al diàleg democràtic amb els treballadors. De manera global, però, les grans diferències entre models de participació que trobem a Europa són entre allò que Poole anomena l'estil gerencial constitucional i el participatiu. És a dir, entre la participació basada en la negociació bilateral de les decisions empresarials (negociació entre els sindicats i la direcció de l'empresa) i la participació que, al contrari, està institucionalitzada en òrgans o mecanismes de codecisió.
Finalment, cal precisar que la cogestió –com el seu nom indica– es refereix a la gestió compartida per la part obrera i per la part patronal. És aquest caràcter dual que la diferencia de l'autogestió i del cooperativisme, on els treballadors són alhora els “propietaris” absoluts de l'empresa i de la direcció d'aquesta. Però també cal admetre que en casos de cogestió forta, amb un alt component participatiu dels treballadors en les responsabilitats directives, són règims que s'aproximen força. Sobretot si la part obrera deté el 50% dels vots en els òrgans decisoris; o el dret de veto, obligant així a solucions de consens entre les dues parts.

## La cogestió com a interès patronal
La idea de la cogestió no és únicament una proposta sorgida del món obrer. Evidentment és des del món del treball on més s'ha debatut aquest tema i des d'on més s'ha pressionat per a fer avenços. Però algunes iniciatives patronals es pot entendre que han anat en el mateix sentit, encara que més tímidament, tot buscant la «complicitat» dels seus treballadors. Són les polítiques empresarials de gestió dels recursos humans sorgides a Occident a imitació de les fórmules japoneses d'organització empresarial, les quals poden equiparar-se a un primer nivell de participació: el treball en equip, els informes de grup, els cercles de qualitat i la flexibilitat funcional.
Del costat patronal, l'interès en adoptar certs nivells de cogestió rau en millorar la rapidesa i la qualitat de les decisions, així com millorar l'actitud dels treballadors en la seva execució “fent-los sentir que l'empresa també els pertany”, que se sentin més motivats i corresponsables, i assegurant un major nivell de diàleg i de pau social. Fins i tot alguns fons d'inversió i la mateixa Comissió europea han mostrat, a través d'estudis i informes, l'interès de fer que els treballadors s'incorporin a l'accionariat i en els òrgans de direcció com a garantia d'una millor viabilitat de les empreses (segons el director d'un fons britànic d'inversió, “mentres que en una societat anònima els accionistes exteriors ignoren allò que hi passa, els assalariats coneixen llur empresa i poden jutjar millor”). Algun autor ha destacat, també, que la presència de treballadors pot permetre que proposin temes nous a les reunions, i així anticipar-se a buscar solucions per a futurs problemes.

## La cogestió al debat sindical
Des del costat obrer, en canvi, els sindicats que han lluitat per la implantació de mètodes de cogestió han destacat la cerca de la humanització del treball, d'una organització menys jerarquitzada i d'una major autonomia en el lloc de treball, així com de la capacitat d'influir en l'orientació estratègica de l'empresa (introducció de noves tecnologies i disseny organitzatiu, política d'aliances o fusions, tria de les línies de producció, gestió de les finances, nomenament i control dels directius, solucions més humanes en situacions de crisi).
Ara bé, fins i tot en els països amb un nivell més fort de participació obrera, la pràctica de la cogestió ha plantejat alguns problemes que els sindicats han hagut de resoldre. Un d'ells, la manca de preparació dels representants sindicals davant de certs reptes, cosa que s'ha resolt rebent formacions específiques i recorrent a la intervenció d'especialistes del propi sindicat. Un altre, la rapidesa a haver de prendre certes decisions, a la qual cosa els sindicats han exigit la seva implicació en els debats prospectius i a ser informats dels diferents estudis econòmics sobre l'evolució de l'empresa o del sector. Un altre, pel que fa a la implantació de grups de treball autònoms (treball en equip amb certa capacitat de decisió), algunes empreses britàniques de l'electrònica proposaven la creació d'aquests grups de treball a canvi de substituir una part del salari fixe per un salari per productivitat, creant així desigualtats entre treballadors i una certa divisió sindical, cosa a la qual els sindicats van oposar-se tot plantejant increments col·lectius en lloc d'individuals. De totes maneres, els sindicats alemanys, danesos i també britànics s'han queixat del poc interès de les empreses a implantar aquests grups de treball autònoms ja que qüestionen el poder dels comandaments intermedis, superats per la presa de responsabilitat dels treballadors en la presa de decisions, la seva major implicació i l'assessorament qualificat dels tècnics del sindicat.
Els sindicats també s'han enfrontat al foment de la participació financera dels assalariats sense que al mateix temps puguin participar en la gestió de l'empresa. Així, s'han mostrat reticents als intents de vendre accions de l'empresa als treballadors (amb la finalitat de fer-los sentir responsables dels resultats) ja que hi han vist el risc d'augment de l'individualisme i, fins i tot, del risc pels treballadors de confiar els seus estalvis en la mateixa empresa que els forneix el lloc de treball. Els sindicats han promogut, en canvi, en certs casos, la detenció col·lectiva de les accions per part de l'organització sindical o per fons sindicals creats amb aquesta finalitat.
Finalment, una part considerable de sindicalistes també es mostren reacis a la cogestió perquè consideren que si es conserva una posició majoritària de la part patronal en els òrgans de participació, o s'exclou als representants obrers de les principals decisions estratègiques de l'empresa, la cogestió restant és simbòlica; o que és “una trampa del capitalisme” per a substituir la lluita de classes per una simple col·laboració (o submissió). Consideren que en aquestes condicions la suposada democràcia industrial no és tal, perquè hi segueix havent posicions de poder jeràrquiques i autoritàries (no susceptibles d'alternança), i que en conseqüència allò que pot passar és la pura integració del sindicat en el sistema i una degeneració de la funció sindical (com ho és la defensa dels interessos dels treballadors).
Altres sindicalistes, en canvi, ho entenen com un primer pas cap a un model d'autogestió completa; o simplement una forma de tenir informació privilegiada sobre la situació de l'empresa i així poder tenir més força negociadora (afinant més les estratègies reivindicatives i constituint-se com un contrapoder enfront del capital). Els principals sindicats i la mateixa Confederació Europea de Sindicats (CES) també la defensen com una forma més d'influència dels treballadors en la governança empresarial.
En tot cas, és un debat recurrent al si del sindicalisme, amb un fort contingut ideològic.

## Règims de cogestió al si de la Unió Europea
En definitiva, doncs, la incorporació de mètodes de cogestió està sotmesa a una evolució constant. I cada context històric i nacional pot donar lloc a solucions particulars. Això fa que els nivells de gestió compartida a les empreses són molt diferents d'un país a un altre, tan en la seva profunditat com en les fórmules utilitzades. De totes maneres, allà on existeix cogestió aquesta se sol realitzar simultàniament a dos nivells: amb l'admissió de representants obrers als òrgans directius de l'empresa, i amb un cert paper de codecisió (o de veto) dels òrgans de representació obrera sobre temes de gestió empresarial.
Un element bàsic és saber quin òrgan obrer aporta els representants dels treballadors en els nivells de direcció de l'empresa: si els elegeix el sindicat (la secció sindical) o el comitè d'empresa. Un altre, saber en quin òrgan de la societat seuen aquests representants obrers: si és en un òrgan consultiu o un de direcció executiva de l'empresa. També, saber en quina proporció hi participa la representació obrera: si hi té una presència minoritària o paritària. I, finalment, saber en quin àmbit de competències els representants obrers poden tenir poder decisori (o com a mínim dret de veto): si en temes marginals o veritablement importants.
En general, als països de doble canal de representació obrera, les seccions sindicals detenen la funció de negociació col·lectiva i els òrgans unitaris electius (comitès d'empresa) tenen reservada la facultat de codecisió, evidentment allà on la fórmula de codecisió existeix. Als països de canal únic, com Suècia, el dilema ja no es planteja i són els sindicats locals (seccions sindicals) qui assumeixen directament aquesta funció.
Pel que fa a les empreses, a Europa existeixen dos models d'estructura empresarial i, per tant, dos tipus d'òrgans socials susceptibles d'admetre la presència de representants obrers. En efecte, hi ha les societats anònimes de sistema monista, amb el consell d'administració com a òrgan social de decisió, i les de sistema dualista, dotades de dos nivells de direcció: el directori i el consell de vigilància. El directori és l'òrgan executiu, encarregat de la gestió quotidiana, i el consell de vigilància és qui marca l'estratègia general de l'empresa, qui anomena i pot dissoldre el directori, i qui en controla la seva gestió (que no s'ha de confondre amb el control anual que s'exerceix des de l'assemblea general d'accionistes). El consell d'administració, propi de l'estructura monista, exerceix ell tot sol el conjunt de funcions que realitzen per separat el directori i el consell de vigilància en les empreses d'estructura dualista. El model dualista és present sobretot a Alemanya, Àustria, Dinamarca, Holanda, i en certes empreses franceses, així com en alguna gran empresa pública grega. L'estructura monista, en canvi, és el que han adoptat les empreses de Bèlgica, Espanya, França, Itàlia i el Regne Unit.
Així, doncs, la importància de la participació obrera en els òrgans dirigents de l'empresa variarà en funció de l'estructura pròpia de cada empresa, ja que en cas de presència al si d'un consell d'administració podran contribuir en la presa de decisions executives; mentres que, en cas de ser membres d'un consell de vigilància, exerciran una funció merament de control i de nomenament o revocació de l'òrgan executiu (el directori). Potser per això mateix, els països on més s'ha desenvolupat la participació a través dels òrgans societaris són, justament, aquells on les estructures empresarials han adoptat la fórmula dualista, ja que en aquest cas els representants dels treballadors queden malgrat tot exclosos de la presa directa de decisions executives.
En general, tan a Alemanya com a Àustria, Holanda o als països nòrdics, els drets dels membres-obrers dels òrgans socials de l'empresa són exactament els mateixos que els dels membres-accionistes, sense necessitat de tenir cap participació financera a l'empresa com és el cas dels accionistes. És a dir que en són membres de ple dret a tots els efectes, tot i que solen quedar exclosos de les deliberacions relatives a qüestions laborals que signifiquin una oposició d'interessos entre treballadors i accionistes, com succeeix —per exemple— quan l'òrgan societari ha de prendre decisions relacionades amb la negociació d'un conveni d'empresa. A Àustria, però, els representants obrers tenen una limitació particular, ja que no poden participar en la nominació i revocació del directori (ni del president i el vicepresident del consell) ja que per aquestes decisions es necessita una doble majoria de vots: la del conjunt de membres del consell de vigilància, i la dels membres que en formen part en representació dels accionistes.
No tots els països han desenvolupat un mateix nivell de democràcia industrial. Pel que fa als mètodes de codecisió destaquen, en molt, Alemanya, Àustria, Suècia i els altres països nòrdics.

### Alemanya
El cas alemany té el seu origen en motius estratègics de la postguerra: la primera llei de cogestió (o de codeterminació, com se’n diu allí) afectava els sectors miner i siderúrgic i va ser una creació conjunta de les potències aliades i dels sindicats amb l'objectiu d'impedir que aquests sectors tornessin a mans dels seus antics propietaris i que poguessin tornar a recolzar un moviment semblant al de Hitler; així com impedir que la preocupació dels accionistes pel valor de les seves accions conduís a una concentració de poder amb la fusió de les empreses del sector. Els sindicalistes, a més, pensaven que així obtindrien millors condicions per als treballadors.
La cogestió alemanya es dona a dos nivells: acceptant presència obrera als òrgans de direcció de les societats, i reconeixent importants poders de codecisió als comitès d'empresa.

#### Òrgans empresarials
Pel que fa al primer nivell, existeixen tres categories diferents de participació. La norma general, per a les empreses de 500 a 2000 treballadors, és que com a màxim un terç dels membres del consell de vigilància siguin representants elegits pel conjunt dels treballadors. En canvi, però, s'admet una composició “quasiparitària” d'aquests òrgans en les empreses de més de 2000 treballadors. I totalment paritària en el sector del carbó i de l'acer. En tots tres casos, aquesta forma de participació es realitza a nivell d'empresa o de grup industrial, i no a nivell de centre de treball. I s'aplica tant al sector privat com al sector públic, ja que les empreses públiques tenen en general el mateix estatut i la mateixa estructura que les empreses privades.
En el sector miner i el siderúrgic, a més d'haver-hi paritat, hi ha un membre amb vot de qualitat que és elegit de manera consensuada per tots els membres del consell de vigilància. En els altres sectors, les empreses de més de 2000 treballadors també disposen d'un règim particular de codeterminació, segons el qual el consell de vigilància està format per 10 membres (4 en representació dels treballadors i 4 dels empresaris, i 2 persones independents proposades una per cada part) o per 20 membres (8+8 i 2+2). Els representants del personal són presentats pel comitè d'empresa i designats pel sindicat, però tots ells han de ser treballadors de l'empresa i n'hi ha d'haver un mínim que siguin delegats sindicals. La presidència i la vicepresidència és elegida per una majoria de dos terços pel conjunt de membres del consell de vigilància; en cas de no arribar-hi, el president és elegit pels membres accionistes i el vicepresident pels membres obrers. En cas d'empat, el president té el vot de qualitat, raó per la qual cal parlar de «quasiparitarisme», ja que en moments decisius la representació empresarial pot tenir la majoria de vots.
En els tres casos, el consell de vigilància (Aufsichtsrat) té poders reals, però la gestió dels afers corrents pertany al directori (Vorstand) on, a més del director de producció i del director comercial, hi ha un «director de treball» o cap de personal, el Arbeitsdirektor, designat prèvia consulta amb els sindicats.

#### Comitè d'empresa
Pel que fa al poder de codecisió del comitè d'empresa, aquest poder es desenvolupa en dues etapes: l'aprovació de les iniciatives empresarials per part del comitè d'empresa i —en cas de desacord o veto— la intervenció d'un òrgan de conciliació, d'arbitratge o judicial segons els casos, que dicta la solució al litigi. Les qüestions sobre les quals el comitè d'empresa pot exercir un dret de veto són sobretot en l'àmbit social, sempre que no estiguin ja regulades per una llei o per un conveni col·lectiu. Es pot tractar de les condicions de treball (determinació de la jornada de treball, programació de les vacances, utilització de mètodes automàtics per a qualificar el rendiment dels treballadors, formes de percepció de la retribució, institució i gestió de funcions assistencials per als treballadors, etc), de la formació professional (amb el dret de vetar la designació del personal docent i la selecció dels obrers autoritzats a participar en els programes), de la política de personal (ús de qüestionaris, directrius sobre selecció de personal i la transferència, reclassificació i acomiadament de treballadors), i dels acomiadaments que el comitè d'empresa consideri «socialment no justificats». Fins i tot en matèria econòmica, quan l'empresa tingui previst d'introduir canvis importants a la seva estructura interna que puguin repercutir sobre la plantilla, el comitè pot exigir que se li presenti un Sozialplan, al qual ha de donar la seva aprovació. També pot exercir el dret de veto en matèria de salut i seguretat (disposicions sobre prevenció dels accidents i les malalties laborals), i sobre l'organització de les institucions socials internes. En algunes empreses s'ha reforçat el poder de codeterminació del comitè d'empresa per un acord entre aquest i la direcció.
En cas de litigi (veto del comitè a una decisió proposada per l'empresa) aquest és resolt, segons els casos, pel tribunal de treball o pel comitè de conciliació (Einigungsstelle). El tribunal intervé quan el comitè d'empresa s'oposa a mesures individuals de gestió del personal, i el comitè de conciliació quan es tracta de regles internes de l'empresa relatives al personal. Les decisions del comitè de conciliació equivalen a un acord tot i que ha de respectar tres condicions: no posar el futur de l'empresa en perill, atenuar els inconvenients econòmics pels treballadors, i tenir present les possibilitats dels treballadors en el mercat de treball.

### Àustria
Àustria té un sistema semblant a l'alemany, però si bé entre els representants obrers als òrgans societaris hi pot haver delegats sindicals, tres quartes parts d'aquests representants han de ser forçosament representants electes.
També és molt semblant a l'alemany el poder de veto del comitè d'empresa, tot i que poden variar alguns dels temes sobre els quals el Betriebsrat exerceix el seu dret de veto. En el sistema austríac la comissió de conciliació rep un nom diferent (Schlichtungsstelle) però les seves decisions són igualment vinculants per a les dues parts. La particularitat austríaca, respecte del model alemany, és que davant l'oposició del comitè d'empresa a una iniciativa de la direcció hi ha una major complexitat dels procediments previstos, ja que no en tots els casos cal adreçar-se directament a la comissió de conciliació, que de totes maneres continua sent la norma general a seguir per l'empresari en cas de litigi. Aquest és el cas, per exemple, per a tot canvi previst en matèria econòmica, que segons la talla de l'empresa i la gravetat dels inconvenients que pugui generar als treballadors, obliga a l'empresari i al comitè d'empresa a seguir diferents procediments en cada cas: si no provoca inconvenients greus el procediment és només de consulta i de contrapropostes per part del comitè; si provoca perjudicis importants i el centre de treball té més de 20 treballadors, serà necessari un acord d'empresa i si no s'aconsegueix intervindrà la decisió de la comissió de conciliació; en els centres de més de 200 treballadors, a més, el comitè s'hi pot oposar provocant immediatament la suspensió de la decisió empresarial (si aquesta consistia en aturar l'activitat del centre) o l'obertura d'un termini d'una setmana per a intentar negociar un acord que, de no aconseguir-se, donarà pas a la intervenció de la comissió de conciliació; i en els centres de més de 400 treballadors el veto del comitè li permet a aquest de presentar recurs davant de la Comissió econòmica de l'Estat (Staatliche Wirtschaftskommission) en cas que no s'hagi arribat a cap acord en una setmana o que, havent optat per adreçar-se primer a la comissió de conciliació, no s'hagi aconseguit cap acord o arbitratge durant dues setmanes.

### Holanda
La particularitat holandesa, respecte d'Alemanya, és que les empreses on es dona la participació dels treballadors en el consell de vigilància, la totalitat de membres d'aquest òrgan són cooptats entre el comitè d'empresa i els accionistes, sense que hi hagi d'haver quotes reservades segons l'origen de cadascun. D'aquesta manera el comitè té igualment dret de proposar candidats o d'oposar-se legalment, per certs motius, a un nomenament, supòsit en el qual l'oposició només pot ser anul·lada per la Cort d'Amsterdam.
A més, la direcció està obligada a sol·licitar l'aprovació del comitè d'empresa (a no ser que la qüestió ja estigui regulada per un conveni col·lectiu) per a tot projecte de decisió que faci referència als criteris de contractació, d'acomiadament, de promoció i valoració del personal, de remuneració, de formació, i de fixació d'horaris i de vacances; també quan tracti de regles de seguretat i de protecció de la salut, del reglament intern, dels règims de pensions i de primes. El comitè d'empresa també pot exercir el seu dret de veto per al nomenament dels membres del consell de vigilància de l'empresa en les societats de més de 100 treballadors i de capital superior als 22,5 milions de florins.

### Suècia
Suècia és un país de canal únic de representació, de manera que els detentors del dret de codecisió són les seccions sindicals (avtalsbärande) que estiguin vinculades amb l'empresa per la signatura d'un conveni vigent en matèria de salaris o, en termes generals, sobre les condicions de treball. Els representants d'aquests sindicats són els delegats sindicals o förtroendeman. Tot i així, la llei deixa en mans dels acords sobre codecisió —negociats a nivell d'empresa— la llibertat de crear, per exemple, un organisme mixte encarregat de prendre les decisions sotmeses a aquest dret.
De fet, la concepció sueca de les relacions laborals al si de l'empresa es resumeix en una paraula: «negociació». En principi, la llei no entra —com sol passar en la legislació dels altres països— a establir una llista de matèries subjectes a un o altre dret. A Suècia, la llei estableix una obligació gairebé general de negociació i es limita a regular-ne el procediment i a preveure les formes de resolució dels conflictes; però deixa a les parts negociadores tota la llibertat per a escollir els temes i l'abast de les negociacions.
Pel que fa al dret de codecisió —segons la llei «l'obligació de negociació»—, la llei es limita a incitar empreses i sindicats a la negociació d'acords d'empresa que regulin aquesta matèria ja que, si bé és cert que institueix el dret de codecisió en alguns temes concrets, en cap cas poden ser considerats com una llista tancada. Ben al contrari, la llei imposa igualment a l'empresari l'obligació de negociar totes aquelles decisions que tractin sobre matèries particulars en les quals el sindical ho hagi demanat, de manera que gairebé es pot qualificar aquest sistema de «codecisió a la carta».
Les matèries al·ludides expressament per la llei són, de totes maneres, extremadament genèriques; excepte en una qüestió ben específica: el treball a preu fet. Fora d'aquest aspecte tant concret, la llei imposa a l'empresari una obligació de prendre la iniciativa d'entrar en negociacions amb el sindicat local abans de prendre qualsevol decisió sobre «canvis significatius en l'activitat» i sobre «canvis en les condicions de treball o d'ocupació dels afiliats al sindicat». Aquestes disposicions s'apliquen particularment en matèria d'ocupació, especialment sobre els acomiadaments, l'atur temporal, el temps de treball, les hores extres, les vacances, etc.
Referent al tema del treball a preu fet, quan l'empresari vulgui donar a fer un treball concret a una persona aliena a la seva plantilla, està obligat a negociar-ho—per la seva pròpia iniciativa— amb el sindicat amb el qual està vinculat per conveni. L'empresari no pot prendre ni implementar la decisió fins que no s'hagi arribat a un acord.
Tan en aquesta qüestió concreta com en aquelles altres que puguin ser sotmeses a codecisió, la llei preveu un únic i mateix procediment per a la resolució dels casos on la negociació no hagi permès d'arribar finalment a una entesa. Aquest procediment estableix que en un primer moment, després de fracassar en les negociacions amb el sindicat local, l'empresari ha de negociar amb el sindicat central; i si tampoc és possible d'aconseguir l'acord, intervé un organisme de conciliació. I mentres no s'hagi dictat una resolució definitiva, el sindicat disposa de la prioritat d'interpretació en totes les matèries excepte en aquelles de caràcter remuneratiu, en les quals el dret de prioritat interpretativa correspon a l'empresari.
A la pràctica, però, al marge de les previsions legals, els agents socials han signat nombrosos acords col·lectius que regulen més detalladament la cogestió a les empreses. Destaca, per exemple, la signatura el 1982 del Conveni sobre Eficàcia i Cogestió que va permetre la descentralització de les decisions a favor dels comandaments intermedis i de diferents empleats, retornant així la participació als centres de treball; aquesta negociació havia estat demanada pels sindicats. En el sector públic estatal, el 1997 les parts van signar un nou acord marc estatal de cooperació que regula diverses qüestions sobre l'entorn laboral, l'organització del treball, el desenvolupament de competències i el servei mèdic d'empresa, i que —de forma general— permet passar d'una cultura negociadora a una altra de cooperació.
A un altre nivell, al si de les empreses sueques també s'ha potenciat allò que anomenen la cogestió en el lloc de treball, que permet la influència de cada individu en la seva pròpia situació laboral. Les empreses han realitzat esforços considerables d'ençà dels anys setanta i, de fet, la influència de l'individu figura igualment com un dels objectius en el Conveni sobre Eficiència i Cogestió del 1982, signat a nivell estatal entre la patronal SAF i els sindicats LO i PTK.

### Noruega
L'originalitat del model noruec és que en les empreses de més de 200 treballadors hi existeix un organisme singular: l'assemblea mixta (bedriftsforsamling - corporate assembly), intermediària entre l'assemblea general i el consell d'administració. Els dos terços de membres de l'assemblea mixta són elegits per l'assemblea general d'accionistes, i el terç restant pel conjunt dels treballadors, amb dret a designar a més un nombre màxim d'observadors que no passi de la meitat dels membres obrers de l'assemblea. L'assemblea mixta elegeix el consell d'administració i el seu president; i a més controla l'administració de la societat per part dels administradors i dels directors, amb dret d'investigació i d'accés a les informacions que cregui necessàries, amb l'emissió d'informes preceptius adreçats a l'assemblea general sobre els comptes anuals, i amb l'adopció de resolucions —a proposta del consell d'administració— sobre les inversions importants i sobre els canvis en la producció importants o que afectin l'ocupació, així com sobre aquells altres temes expressament estipulats pels estatuts de la societat. Les normes de funcionament intern són les mateixes que les del consell d'administració. Un terç dels membres de l'assemblea mixta poden demanar que dos administradors, i fins a un terç d'ells, siguin elegits d'entre els treballadors.

### Finlàndia
A Finlàndia existeix una legislació semblant a la sueca, que també inclou, per als empresaris, una obligació gairebé general d'informar i de negociar amb els sindicats o amb els seus delegats (luottamusmies).